# 大堂縣
大堂縣，是明代交阯承宣布政使司下轄的一個縣，治所可能在今越南河内市美德縣。

## 沿革
- 永樂五年（1407年）六月癸未置，屬交州府威蠻州領，設稅課局，並在大堂縣之江潭設河泊所，大堂縣之三江口、場津橋設巡檢司[3]。
- 永樂十三年八月丁亥併入威蠻州，並革大堂稅課局、大堂縣之江潭河泊所[4]，
- 永樂十六年八月己卯，改交州府大堂縣之三江口及場津橋二巡檢司隸威蠻州[5]。